# Henriettea loretensis
Henriettea loretensis är en tvåhjärtbladig växtart som först beskrevs av Henry Allan Gleason, och fick sitt nu gällande namn av James Francis Macbride. Henriettea loretensis ingår i släktet Henriettea och familjen Melastomataceae. Inga underarter finns listade i Catalogue of Life.